# Kommunistische Partei Deutschlands (1990)
Die Kommunistische Partei Deutschlands (KPD) ist eine im Januar 1990 in Ost-Berlin gegründete kommunistische Partei. Die Kleinpartei wird vom Verfassungsschutz Brandenburg als linksextremistisch eingeordnet und ist in Parlamenten nicht vertreten.

## Geschichte
Die Partei wurde von ehemaligen Mitgliedern der Sozialistischen Einheitspartei Deutschlands (SED) gegründet, die mit den programmatischen und personellen Veränderungen der SED bei der Verwandlung zur Partei des Demokratischen Sozialismus (PDS) im Dezember 1989 / Januar 1990 nicht einverstanden waren. Sie benannte sich nach der Kommunistischen Partei Deutschlands (KPD), die 1918 gegründet und 1946 auf den Gebieten der Sowjetischen Besatzungszone und Berlins mit der SPD zur SED zwangsvereinigt worden war. Um ihren Anspruch als deren Nachfolgepartei zu unterstreichen, bediente sich die Neugründung der Symbole der historischen KPD und zählte deren Parteitage fort, von denen der letzte, der XV., am Vorabend der Zwangsvereinigung im April 1946 stattgefunden hatte. Zudem forderte sie nach der deutschen Wiedervereinigung erfolglos eine Rückgabe des von der KPD 1946 in die SED eingebrachten Vermögens.
Vorsitzende waren ab 1990 Klaus Sbrzesny, bis 1992 Ekkehard Uhlmann, danach Hans Wauer, Werner Schleese, Wolfgang Fittinger (vom Mai 2006 bis zum XXV. Parteitag als amtierender Vorsitzender), ab 2007 Dieter Rolle und ab 2013 Torsten Schöwitz (zunächst kommissarisch).
Bei der Volkskammerwahl 1990 verfehlte sie mit 0,08 Prozent der Stimmen den Einzug in das erste frei gewählte Parlament der DDR.
Weil 1990 in der Bundesrepublik Deutschland keine der früheren Parteien gleichen Namens mehr existierte, konnte die Partei als „KPD“ zur ersten gesamtdeutschen Bundestagswahl 1990 antreten.

## Politische Positionen
Die Partei war gegen die Währungsunion der DDR mit der Bundesrepublik Deutschland und berief sich auf die politischen Ideen von Rosa Luxemburg und Karl Liebknecht.
Die KPD bekennt sich zum Sozialismus in der DDR und den anderen ehemaligen Volksdemokratien Osteuropas. Als Vorbilder bezieht sie sich auf die Sowjetunion unter Josef Stalin und Leonid Breschnew sowie auf die DDR unter Walter Ulbricht und Erich Honecker, der ihr von 1992 bis zu seinem Tod 1994 angehörte.
Karl-Eduard von Schnitzler schrieb für ihr Zentralorgan Die Rote Fahne.
Ihre Ausrichtung ist marxistisch-leninistisch, nachdem 1999 auf dem XX. Parteitag beschlossen wurde, sie zu einer bolschewistischen Partei zu entwickeln.
Die KPD ist eine der wenigen politischen Organisationen in Deutschland, die das Wirken Stalins überwiegend positiv beurteilen und die politischen Veränderungen unter Nikita Chruschtschow als „revisionistisch“ ablehnen. Auch bewertet sie die Politik in Nordkorea unter der Kim-Dynastie positiv.

### Einordnung
Der Verfassungsschutz Brandenburg schätzt die Partei als linksextremistisch ein. Ihre Positionen in Bezug auf Stalin und Nordkorea isolieren sie zudem von der Mehrheit anderer linker, sozialistischer und kommunistischer Parteien Deutschlands.

## Parteistruktur

### Parteiapparat
Die KPD ist in Parteizellen, Regional- und Landesorganisationen untergliedert. Das höchste Organ der Partei ist der Parteitag.
Zwischen den Parteitagen ist das Zentralkomitee (ZK) das höchste Organ der Partei. Es setzt die Parteitagsbeschlüsse um, vertritt die Partei nach außen, beruft innerparteiliche Kommissionen (zum Beispiel eine Kommission für internationale Zusammenarbeit) ein und wird vom Sekretariat des Zentralkomitees bei der Organisation und Koordination der Parteiarbeit unterstützt. Das Sekretariat übernimmt zwischen den Plenarsitzungen des ZK dessen Aufgaben.

### Parteitage
| Parteitage | Eigenbezeichnung | Datum                                      | Ort                 |
| ---------- | ---------------- | ------------------------------------------ | ------------------- |
| 1.         | XVI.             | 29./30. September 1990 & 15. Dezember 1990 | Ziegenhals & Berlin |
| 2.         | XVII.            | 24. Oktober 1992                           | Berlin              |
| 3.         | XVIII.           | 17./18. Dezember 1994                      | Berlin              |
| 4.         | XIX.             | 25./26. Januar 1997                        | Berlin              |
| 5.         | XX.              | 27./28. März 1999                          | Rüdersdorf          |
| 6.         | XXI.             | 24. März 2001                              | Klosterfelde        |
| 7.         | XXII.            | 15. Dezember 2001                          | Strausberg          |
| 8.         | XXIII.           | 29. März 2003                              | Strausberg          |
| 9.         | XXIV.            | 11. Juni 2005                              | Berlin              |
| 10.        | XXV.             | 21. April 2007                             | Berlin              |
| 11.        | XXVI.            | 12. Dezember 2009                          | Berlin              |
| 12.        | XXVII.           | 26. November 2011                          | Berlin              |
| 13.        | XXVIII.          | 30. November 2013                          | Berlin              |
| 14.        | XXIX.            | 22. November 2015                          | Berlin              |
| 15.        | XXX.             | 3. Februar 2018                            | Berlin              |
| 16.        | XXXI.            | 29. Mai 2021                               | online              |
| 17.        | XXXII.           | 25. Mai 2024                               | Berlin              |
| 18.        | XXXIII.          | 10. Mai 2025                               | Erfurt              |

### Mitgliederentwicklung
| Jahr | Mitglieder |
| ---- | ---------- |
| 1992 | 282        |
| …    |            |
| 2003 | 172        |
| 2004 | 170        |
| 2005 | 157        |

| Jahr | Mitglieder |
| ---- | ---------- |
| 2006 | 150        |
| 2007 | 152        |
| 2008 | 148        |
| 2009 | 152        |
| 2010 | 161        |

| Jahr | Mitglieder |
| ---- | ---------- |
| 2011 | 155        |
| 2012 | 159        |
| 2013 | 165        |
| …    |            |
| 2015 | 171        |

| Jahr | Mitglieder |
| ---- | ---------- |
| 2016 | 181        |
| 2017 | 185        |
| 2018 | 183        |
| 2019 | 189        |
| 2020 | 167        |

Im April 1991 meldete Der Spiegel, die Partei habe in den ostdeutschen Bundesländern etwa 500 Mitglieder, im Februar 1995 berichtete er von insgesamt etwa 400 Mitgliedern.

### Medien

Logo der Die Rote Fahne

Die KPD gibt als Zentralorgan die monatlich erscheinende Zeitung Die Rote Fahne sowie in Broschürenform die Schriftenreihe der KPD heraus.

### Jugendverband

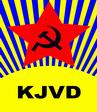
Logo des KJVD

Am 27. April 2002 bildete sich in Berlin der Kommunistische Jugendverband Deutschlands (KJVD) als Jugendorganisation der KPD.
Das Zentralorgan des KJVD war Der Jungkommunist, welches seit 2015 als Rubrik in der Die Rote Fahne erscheint.

## Wahlergebnisse
Die KPD nahm an folgenden Wahlen teil:
| Jahr | Wahl                                         | Stimmen | %     | Anmerkungen                                                                   |
| ---- | -------------------------------------------- | ------- | ----- | ----------------------------------------------------------------------------- |
| 1990 | Volkskammerwahl                              | 8.819   | 0,1 % |                                                                               |
| 1990 | Stadtverordnetenversammlung von (Ost-)Berlin | 3.255   | 0,2 % |                                                                               |
| 1990 | Bundestagswahl                               | 1.630   | 0,0 % | Zweitstimmen, Landeslisten in Berlin und Sachsen                              |
| 1994 | Landtagswahl in Brandenburg                  | 174     | 0,0 % | nur Erststimmen                                                               |
| 1994 | Bundestagswahl                               | 426     | 0,0 % | nur Erststimmen (Kandidaten in Berlin und Thüringen)                          |
| 1995 | Wahl zum Abgeordnetenhaus von Berlin         | 183     | 0,0 % | nur Erststimmen (Kandidaten in den Bezirken Lichtenberg und Hohenschönhausen) |
| 1999 | Landtagswahl in Sachsen                      | 1.814   | 0,1 % |                                                                               |
| 2002 | Bundestagswahl                               | 1.624   | 0,0 % | 686 Erststimmen                                                               |
| 2002 | Landtagswahl in Sachsen-Anhalt               | 1.054   | 0,1 % | Listenverbindung mit der DKP                                                  |
| 2004 | Landtagswahl in Thüringen                    | 1.842   | 0,2 % |                                                                               |
| 2006 | Landtagswahl in Sachsen-Anhalt               | 957     | 0,1 % | Listenverbindung mit der DKP, 757 Erststimmen                                 |
| 2011 | Landtagswahl in Sachsen-Anhalt               | 1.653   | 0,2 % |                                                                               |
| 2014 | Landtagswahl in Thüringen                    | 1.177   | 0,1 % |                                                                               |
| 2019 | Landtagswahl in Sachsen                      | 1.955   | 0,1 % |                                                                               |
| 2019 | Landtagswahl in Thüringen                    | 724     | 0,1 % |                                                                               |

Von 2004 bis 2014 vertrat der Landesvorsitzende Siegfried Kutschik die KPD im Stadtrat von Zeitz.
Vor der Bundestagswahl 2013 erreichte die Partei nicht die für die Aufstellung einer Landesliste in Berlin erforderlichen 2000 Unterschriften. An den folgenden Bundestagswahlen in den Jahren 2017, 2021 und 2025 nahm die KPD nicht teil.

## Kooperationen und Abspaltungen
1994 beteiligte sich die KPD an der Gründung der „Neuen Kommunistischen Internationale“, die am 4./5. November des Jahres in Sofia auf Einladung der Bulgarischen Kommunistischen Partei und mit Unterstützung der Partei der Arbeit Koreas stattfand.
Nach dem vergeblichen Versuch eines Wahlbündnisses mit der Linkspartei.PDS und WASG trat ein Teil der KPD-Mitglieder im Mai 2005 aus der Partei aus und gründete im Mai desselben Jahres die Kommunistische Partei Deutschlands (Bolschewiki) (KPD (B)). 2008 scheiterten Bestrebungen zu einer Wiedervereinigung von KPD und KPD (B).
Auf Betreiben der ehemaligen DKP-Mitglieder Frank Flegel und Michael Opperskalski gründete sich im Herbst 2008 die Kommunistische Initiative, um einen Einigungsprozess mit dem längerfristigen Ziel der Bildung einer einheitlichen marxistisch-leninistischen kommunistischen Partei in Gang zu setzen. Dieser Gruppe schlossen sich zunächst zahlreiche Mitglieder der KPD und KPD (B) sowie einzelne DKP-Mitglieder, Personen aus den Nachfolgeorganisationen der KPD/ML und parteilose Kommunisten an. 2010 spaltete sich die Kommunistische Initiative – Gera 2010 ab, der sich viele der KPD-Mitglieder anschlossen. Die KPD (B) löste sich 2011 zugunsten der Kommunistischen Initiative auf.
Die im November 2023 erfolgte Gründung der Europäischen Kommunistischen Aktion (ECA) wurde durch das ZK der Partei begrüßt, Mitglied dieser Vereinigung von kommunistischen Parteien ist sie jedoch nicht.
Im Dezember 2024 kam es erneut zu einer ganzen Reihe von Parteiaustritten. Unter anderem traten die ideologische Kommission, die internationale Kommission, die operative Chefredaktion der Parteizeitung "Die Rote Fahne" und der stellvertretende Parteivorsitzende aus.

## Bekannte Mitglieder
- Irma Thälmann (†)
- Wolfgang Harich (†)
- Erich Honecker (†)[51][52]
- Margot Honecker (†)[53]
- Günther Jahn (†)
- Eike Kopf
- Werner Müller (†)
- Willi Opitz (†)
- Hans-Jürgen Westphal